# CGTN-R
CGTN-R (CGTN-Russian, CGTN-Русский) – niekodowany (FTA) kanał telewizji satelitarnej w języku rosyjskim należący do Centralnej Telewizji Chińskiej.
Nadawany jest przez satelity Eurobird 9A 9,0°E (dawny Hot Bird 7A) i China star 6B 115,5°E (Zhongxing 6B) na obszar Wspólnoty Niepodległych Państw, Europy Wschodniej, Bliskiego Wschodu, Azji i Pacyfiku.